# Богоя Стефанов
Богоя Стефанов е български революционер, деец на Вътрешната македоно-одринска революционна организация.

## Биография
Богоя Стефанов е роден през 1870 година в демирхисарското село Брезово, тогава в Османската империя. Присъединява се към ВМОРО и влиза в четата на Йордан Силянов – Пиперката. Участва в сражението на 10 декември 1902 година в Брезово, когато четата на Пиперката е обсадена. През лятото на 1903 година участва в Илинденско-Преображенското въстание с четата на Сотир Ристев. Взима участие в нападението над село Прибилци на 20 юли.
На 5 април 1943 година, като жител на Брезово, подава молба за народна пенсия, която е одобрена и отпусната от Министерския съвет на Царство България.